# Pierre de Vingle
Pierre de Vingle (aussi de Wingle) (1495 - 1536) est un imprimeur protestant durant la Réforme.
Il est connu pour avoir imprimé la Bible d'Olivétan, la première bible en français.

## Biographie
Pierre de Vingle est né en 1495 à Lyon. Son père, Jean de Vingle, est lui-même imprimeur.
De 1525 à 1531 il est associé avec son beau-père l'imprimeur libraire Claude Nourry.
En 1531, il est exilé de Lyon pour avoir imprimé un ouvrage luthérien condamné par la Sorbonne en mai 1531, l'Unio Hermanni Bodii in unum corpus redacta.
À la suite de cette condamnation, Pierre de Vingle part pour Manosque, puis on le retrouve à Berne en octobre 1532 et il s'établit à Genève en février 1533. Il y imprime la traduction du Nouveau Testament de Jacques Lefèvre d'Etaples.
En 1533, Pierre de Vingle est cité à comparaître devant le Conseil de Genève.
À partir de juillet 1533, il s'établit à Neuchâtel, à la demande du réformateur Guillaume Farel.

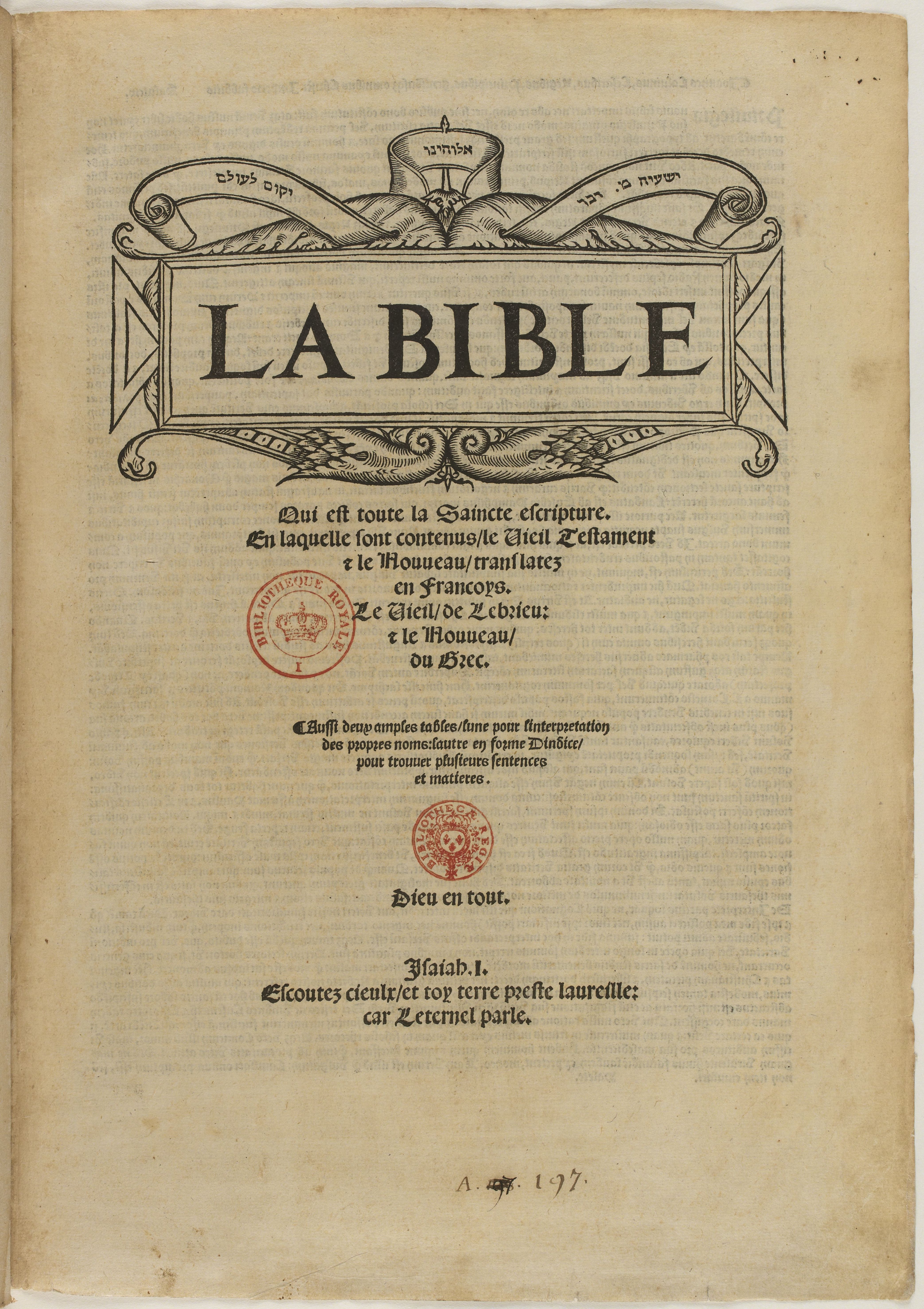
La Bible Qui est toute la Saincte escripture, Neuchâtel 1535 (Gallica)

Il imprime la Bible d'Olivétan, la première bible en français.
Il imprime aussi les Placards de l'Affaire des Placards, écrit par le pasteur Antoine Marcourt.
En en 1534, Pierre de Vingle est reçu bourgeois de Neuchâtel.
Pierre de Vingle décède en 1536. Sa veuve, restée à Lyon, se remarie avec l'imprimeur lyonnais Jean
Pidier.
En 1537, Jean Michel, de Marrigny, un de ses anciens ouvriers à Genève, rachète son matériel.

### Pseudonymes
En raison de censure de son travail, Pierre de Vingle a utilisé de nombreux pseudonymes, dont notamment: 
- François Cavillon
- Pierre Dupont
- Pierre de La Baume
- Le Picard
- Peyron Picard
- Pirot Picard
- Pierre Du Pont
- Pirot Picard
- Pierre de Vignolle
- Petrus Vingleus

## Bible d'Olivétan
Le premier exemplaire de la Bible d'Olivétan est publié le 4 juin 1535.
Sa presse était située à la rue des Moulins. En raison sans doute des papeteries présentes dans le vallon de la Serrière, on a longtemps pensé que l'imprimeur s'était installé dans ce quartier de Serrières à l'est de la ville de Neuchâtel. 
Traditionnellement, cette Bible a de ce fait également été appelée « Bible de Serrières ».